# Kościół św. Wawrzyńca we Wrocławiu-Żernikach
Kościół Świętego Wawrzyńca – rzymskokatolicki kościół parafialny należący do dekanatu Wrocław zachód (Leśnica) archidiecezji wrocławskiej. Znajduje się na osiedlu Żerniki.
Jest to gotycka świątynia w kształcie zachowanym do dziś w zasadzie pochodząca z 1400 roku. W latach późniejszych jednak kościół uległ licznym przebudowom. Już w XV wieku prezbiterium zostało nakryte sklepieniem krzyżowym. Zapewne też w tym samym wieku została wybudowana górna część wieży, która podobnie jak teraz była umieszczona od strony zachodniej. W XVIII wieku okno zostało powiększone. Główne wejście do świątyni było umieszczone pierwotnie od strony południowej, portal zachodni natomiast, umieszczony w wieży, został dobudowany dopiero w XIX wieku. Poprzednio od tej strony wieża posiadała na parterze okno, a pomieszczenie w owej dolnej kondygnacji zapewne było kaplicą chrzcielną. Przedsionek przy średniowiecznym portalu południowym, tak samo jak portal zachodni, powstał dopiero w XIX wieku. Planowane na lata 1911–1914 dalsze przebudowy nie zostały zrealizowane z powodu wybuchu I wojny światowej, a później z niewiadomych przyczyn także nie doszły do skutku.

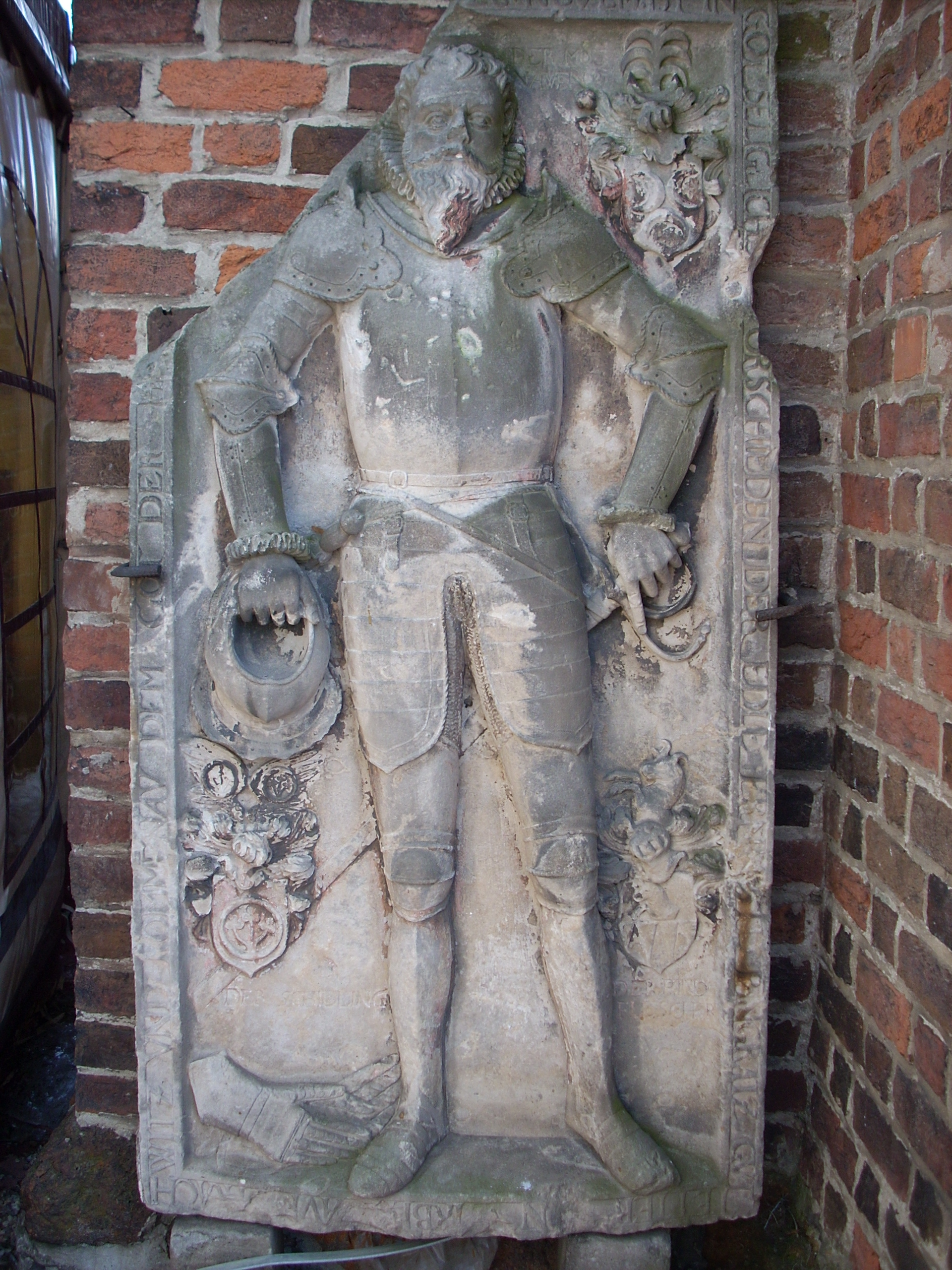
Płyta nagrobna

W czasie oblężenia Wrocławia w 1945 roku świątynia została zniszczona. W latach 1947–1950 została odbudowana pod kierunkiem architekta Witolda Rawskiego. Jest to kościół halowy wzniesiony na planie prostokąta i posiadający proste prezbiterium od strony wschodniej. Tak samo jak przed zniszczeniem budowla nakryta jest stromym, dwuspadowym dachem, wyższym nad główną częścią świątyni niż nad prezbiterium. Dach kościoła składa się z dachówek. Prezbiterium, otoczone skarpami, jest nakryte jak dawniej krzyżowym sklepieniem, którego żebra są umieszczone na dwóch wspornikach z piaskowca z XV wieku. Do prezbiterium Jest dobudowana zakrystia, a od strony wschodniej posiada ono zamurowane ostrołukowe okna. Nawa główna świątyni, wewnątrz otynkowana i barokizująca, pokryta była wcześniej prostym stropem wykonanym z desek, a podczas odbudowy została nakryta ozdobnym stropem kasetonowym. Wieża od strony zachodniej, otoczona skarpami, wyrasta ponad dach świątyni i jest zwieńczona stromym dachem hełmowym. Od strony północnej budowla posiada jedno okno, a od strony południowej trzy – wszystkie zakończone półokrągło i ozdobione witrażami. Na zewnątrz świątynia nie jest otynkowana. Budowla posiada ciekawe, w dużej mierze zabytkowe wyposażenie. Należą do niego ołtarz główny wykonany z rzeźbionego drzewa z XVIII wieku, chrzcielnica, poza tym kropielnica wykonana z piaskowca z XV wieku. Świątynia posiada również trzy renesansowe płyty nagrobne i jedną o formach klasycystycznych.